# Тихов Гавриїл Адріанович
Гавриїл Адріанович Тихов (рос. Гавриил Адрианович Тихов; 1 травня 1875 — 25 січня 1960) — радянський астроном, член-кореспондент АН СРСР (1927) і академік АН Казахської РСР (1946).

## Наукова біографія
Народився в Смолевичах (нині Мінська область, Білорусь). У 1897 закінчив Московський університет, в 1898—1900 продовжував освіту в Паризькому університеті і працював практикантом в Медонській обсерваторії під керівництвом П. Ж. С. Жансена. Повернувшись до Росії, два роки викладав у Москві і Катеринославі. У 1906—1941 працював у Пулковській обсерваторії. У 1919—1931 вів велику викладацьку роботу в Петроградському (Ленінградському) університеті. У 1919 організував і протягом 30 років очолював астрофізичне відділення в Державному природничому інституті імені П. Ф. Лесгафта в Ленінграді, зіграв велику роль у підготовці кадрів радянських астрофізиків. З 1941 жив в Алма-Аті, працював у системі АН СРСР. З 1947 завідував створеним за його ініціативою Сектором астроботаніки АН Казахської РСР.
Основні наукові роботи присвячені фотометрії та колориметрії зірок і планет, атмосферної оптики. Запропонував два методи виявлення дисперсії світла в світовому просторі — за різницею фаз кривих променевих швидкостей спектрально-подвійних зірок, виміряних за лініями поглинання у різних ділянках спектра (1898), і за різницею фаз кривих блиску змінних зірок, отриманих за спостереженнями в різних ділянках спектра (1908). Виявив запізнювання фаз у затемнених зірок в короткохвильовій області спектра (ефект Тихова—Нордмана; французький астроном Шарль Нордман (Charles Nordmann) незалежно відкрив його при візуальних спостереженнях). В наш час це явище не пов'язують з космічною дисперсією світла, відсутність якої була доведено Гарлоу Шеплі в 1917. Одним із перших почав широко застосовувати метод світлофільтрів в астрономії. У 1909 під час великого протистояння Марса отримав його перші фотографії в різних ділянках спектра, за якими виявив відмінність розмірів і яскравості полярних шапок у різних променях, встановив існування блакитної димки в атмосфері планети, яка вуалює деталі поверхні в короткохвильовому діапазоні спектра. Виконав також колориметричні дослідження Сатурна (1909, 1911), Урана і Нептуна (1922). У 1914 за допомогою світлофільтрів зі спостережень попелястого світла Місяця вперше встановив, що Земля при спостереженні з космосу повинна мати голубуватий відтінок. У 1915 запропонував новий метод швидкого наближеного визначення кольорів зірок, в якому використовується об'єктив з сильною хроматичною аберацією в фотографічній області (метод подовжнього спектрографа); в 1937 і 1951 опублікував каталоги кольорів близько 18000 зірок в обраних майданчиках Каптейна.
Протягом 40 років Тихов займався вивченням фізичної природи Марса. На підставі спостережень планети в різних спектральних ділянках шукав докази існування рослинності на Марсі; для цього виконав великі серії дослідів з визначення спектральної відбивної здатності земних рослин, які ростуть в найрізноманітніших кліматичних умовах, ґрунтів та інших природних утворень. Вважав, що ці дослідження в прикордонній між астрономією і ботанікою області відносяться до нової науки, яку назвав «астроботаніка».
Ряд робіт присвячено вивченню оптичних властивостей земної атмосфери. У 1912 запропонував конструкцію приладу для реєстрації й відтворення мерехтіння зірок. У роки першої світової війни займався проблемами аерофотозйомки — розробкою техніки фотографічного процесу, пошуком шляхів зменшення впливу повітряної димки, оптичними дослідженнями природного ландшафту. У 1930 організував аерофотометричну лабораторію в Державному науково-дослідному інституті аерозйомки. У 1936 відкрив аномальну дисперсію світла в атмосфері; розробив оригінальний сапфіровий ціанометр для вивчення кольору денного неба і провів з ним багато рядів спостережень.
Брав участь в 20 наукових експедиціях, у тому числі в 5 експедиціях для спостереження повних сонячних затемнень (у 1914, 1927, 1936, 1941, 1945). При спостереженні затемнення в 1936 вперше помітив, що сонячна корона складається з двох частин: безструктурної «матової» корони і «променистої» корони, що пронизує її струменями. Оцінив колірну температуру корони.

## Відзнаки і нагороди
Почесний член багатьох наукових товариств.
Премія Паризької АН і дві премії Російського астрономічного товариства.
Орден Леніна і Орден Трудового Червоного Прапора.
Ім'ям Тихова названі кратер на Місяці і кратер на Марсі; мала планета 2251, відкрита Миколою Черних 19 вересня 1977 у Кримської астрофізичної обсерваторії.

### Твори
Автор понад 230 публікацій, в тому числі книги:
- «Улучшение фотографической и визуальной воздушной разведки» (1910-ті)
- «Астрофотометрия» (1922)
- «Новейшие исследования по вопросу о растительности на планете Марс» (1948)
- «Астроботаника» (1949)
- «Астробиология» (1953)
- «Шестьдесят лет у телескопа» [Архівовано 20 листопада 2021 у Wayback Machine.] (1959)
- Пепельный свет Луны // Природа — № 7 — 2010. C.78 — 80. [Архівовано 15 березня 2022 у Wayback Machine.]

Автор підручника «Астрофотометрія» (1922) — першого російською мовою керівництва з цього питання. «Основні праці» Тихова в 5-ти томах були видані в 1954—1960.